# Tidore Kepulauan
Tidore Kepulauan är en stad i den indonesiska provinsen Maluku Utara. Stadsgränsen omfattar huvudön Tidore, några mindre öar utanför norra kusten, samt även ett omfattande landområde på Halmahera i öster. Den totala folkmängden uppgår till cirka 100 000 invånare. Centralorten ligger vid foten av vulkanen Kiematubu, och förutom förvaltningsbyggnader, hamnen och några hotel finns det även några historiska byggnader som exempelvis Sultanpalatset.

## Administrativ indelning
Tidore Kepulauan är indelat i åtta distrikt (kecamatan): Oba, Oba Selatan, Oba Tengah, Oba Utara, Tidore, Tidore Selatan, Tidore Timur och Tidore Utara. Dessa distrikt är i sin tur indelade i mindre enheter, varav de flesta är klassade som urbana, resten är av landsbygdskaraktär.
Tidore tillhörde förut distriktet Halmahera Tengah men utgör sedan 2003 ett eget administrativt område.